# Магмедов Георгій Іванович
Георгій Іванович Магмедов (Мегмедов) (1921–2001) — художник-живописець, з 1996 року — Заслужений художник України.
Народився 6 травня 1921 року у місті Сочі. Вчився у Харківському художньому училищі (1936—1940 рр.). У жовтні 1940 за хибним доносом був засуджений на 5 років концентраційних таборів та 5 років заслання за антирадянську діяльність. Випущений з концтаборів у 1947 році, до 1953 року перебував у засланні у селі Берека Харківської області, Україна. Реабілітований у 1961 р. З 1950 року виставляв свої роботи на обласних, республіканських, всесоюзних та міжнародних виставках. З 1957 року член Харківської організації Спілки художників України. Персональні виставки відбулися у 1972, 1991, та 2000 рр.
Творчі роботи Георгія Івановича знаходяться у музеях України (Київ, Харків, Полтава, Чернігів), Росії (Москва, Сочі), Італії (Болонья) та США (Філадельфія), а також у численних приватних зібраннях у Великій Британії, Греції, Франції, Японії, Фінляндії, Швеції та Польщі.